# Tesi
|  | Per a altres significats, vegeu «Tesi doctoral». |

Una tesi (del grec θέσις thésis, 'establiment, proposició', ací en el sentit de «el que s'ha proposat, afirmat») assenyala una proposició científica, un axioma o un fet demostrable. Per extensió s'aplica al document, per exemple la tesi doctoral, al qual s'ha desenvolupat la idea. La paraula és derivada del verb τίθημι, tithemi que significa posar, col·locar.
Designa la proposició que algú manté amb raonaments i arguments per a arribar a una conclusió vàlida, fundada. La tesi era, a l'origen, un exercici oral, una discussió o prova dialèctica que el candidat o doctor havia de sostenir en públic i defensar contra les objeccions que li oposaven els examinadors. Una tesi es considera hipòtesi per a la qual pot fins i tot no existir cap tipus d'evidència inicial i els fets que li donen suport poden estar en gran manera per descobrir. Una tesi s'interpreta generalment com una proposició demostrable l'objectiu de la qual consisteix a fer vàlid, en un sentit eficaçment pragmàtic, l'essencial del complex de les proposicions.
En la ciència, els passos encaminats a validar o invalidar una hipòtesi, per a establir-la provisionalment com acceptada són reglamentats, i depenen de l'epistemologia vigent. En la dialèctica hegeliana s'explica l'evolució de les idees humanes en un cicle repetitiu de tesi, antítesi i síntesi, al qual cada síntesi és una tesi per al cicle següent.

## Tesi en diferents camps
- En moltes ocasions, les tesis resulten polèmiques o conflictives. Un exemple d'açò és el de Luter en 1517 quan llance la seua tesi en contra de la indulgència.
- En companyia de l'antítesi i la síntesi forma la «triada» de la dialèctica de Hegel.
- Una forma científica d'una tesi és la hipòtesi (del grec antic ὑπό- hypo- sota, és a dir, suposició.

### Tesi científica
Una tesi científica no és sotmesa a un sistema especial de regles. Per incrementar l'acceptació d'una tesi en el camp de les ciències naturals, una tesi ha de:
- tenir una conclusió clara i definida,
- ser falsable o verificable,
- quedar idèntica sempre durant la seua representació,
- no limitar cap altra tesi acceptada,
- no contenir cap contradicció lògica,
- ser provada amb fets comprovables,
- no ser, de forma evident, una opinió.